# Азійська автомагістраль AH2
Азійська автомагістраль  2 (англ. Asian Highway, AH2) — автомагістраль в мережі Азійських автомобільних доріг протяжністю 13,107 км від Денпасара, Індонезія до Мерак і Сінгапуру до Хосраві, Іран. Маршрут з'єднаний з М10 міжнародної мережі доріг Арабського Машреку. Магістраль має наступний маршрут:

## Індонезія

Транс-Явська платна дорога

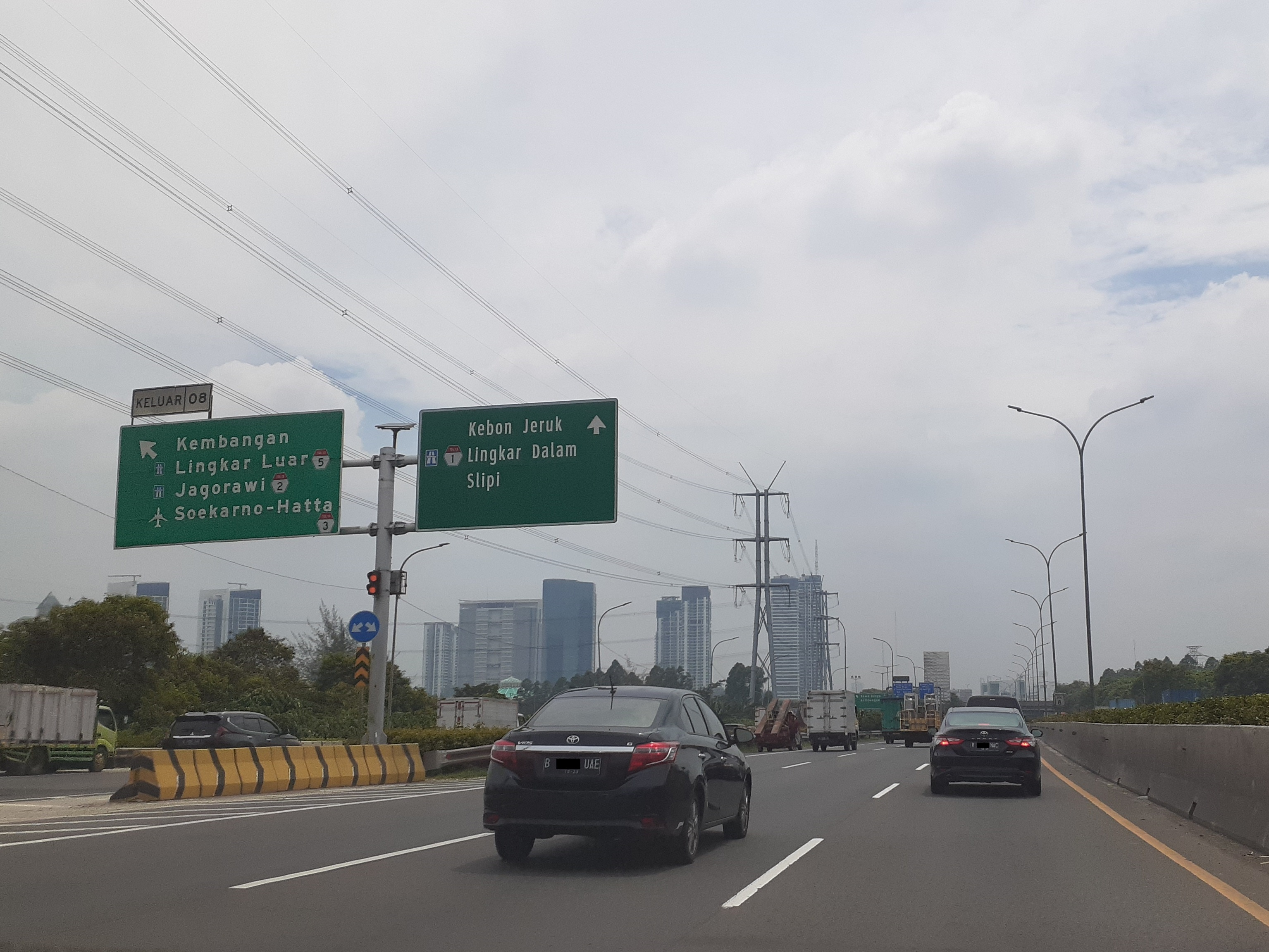
Шосе на Яві, Індонезія, основні частини AH2

Індонезійські національні маршрути: Національний маршрут 4 (острів Балі) Денпасар — Регентство Джембрана Національне шосе 1 (острів Ява) Регентство Баньювангі - Панарукан - Сітубондо (Бондовосо) - Проболінго - Сідоарйо - Сурабая - Ламонган - Тубан - Рембанг - Паті - Кудус - Демак - Семаранг - Кендал - Батанг - Пекалонган - Пемаланг - Тегал - Бребес - Чиребон - Індрамаю - Паманукан (Субанг) - Чикампек - Караванг - Бекасі - Джакарта - Тангеранг - Серанг - Цілегон - Павич Національний маршрут 20 (острів Ява) Семаранг — Суракарта Національна траса 10 (острів Ява) Чикампек — Бандунг
Платні дороги:
- Платна дорога Балі Мандара (Платна дорога Балі)
- Транс-Явська платна дорога складається з:
  -  Платна дорога Джакарта–Тангеранг
  -  Платна дорога Тангеранг–Мерак
  -   Платна дорога Джакарта–Чікампек
  -  Платна дорога Чікопо–Паліманан
  -  Платна дорога Паліманан–Канчі
  -  Платна дорога Канчі–Педжаган
  -  Платна дорога Педжаган–Пемаланг
  -  Платна дорога Пемаланг–Батанг
  -  Платна дорога Батанг–Семаранг
  -  Платна дорога міста Семаранг
  -  Платна дорога Семаранг–Соло
  -   Платна дорога Соло–Кертосоно
  -  Платна дорога Кертосоно–Моджокерто
  -  Платна дорога Сурабая–Моджокерто
  -  Платна дорога Сурабая–Гемпол
  -  Платна дорога Гемпол–Пасуруан
  -  Платна дорога Пасуруан–Проболінго
  -  Платна дорога Проболінго–Баньювангі

- Транс-Явська платна дорога доповнює :
  -  Платна дорога Чипуларанг
  -  Платна дорога Падалеуні
  -  Платна дорога Цілеуньї–Давуан
  -  Платна дорога Соло–Джог’якарта
  -  Платна дорога Канчі–Пурвокерто–Чілакап

Паром:
- Порт Гіліманук, регентство Джембрана
- Порт Кетапанг, регентство Баньювангі
- Порт Танджунг Пріок, Джакарта

## Сінгапур

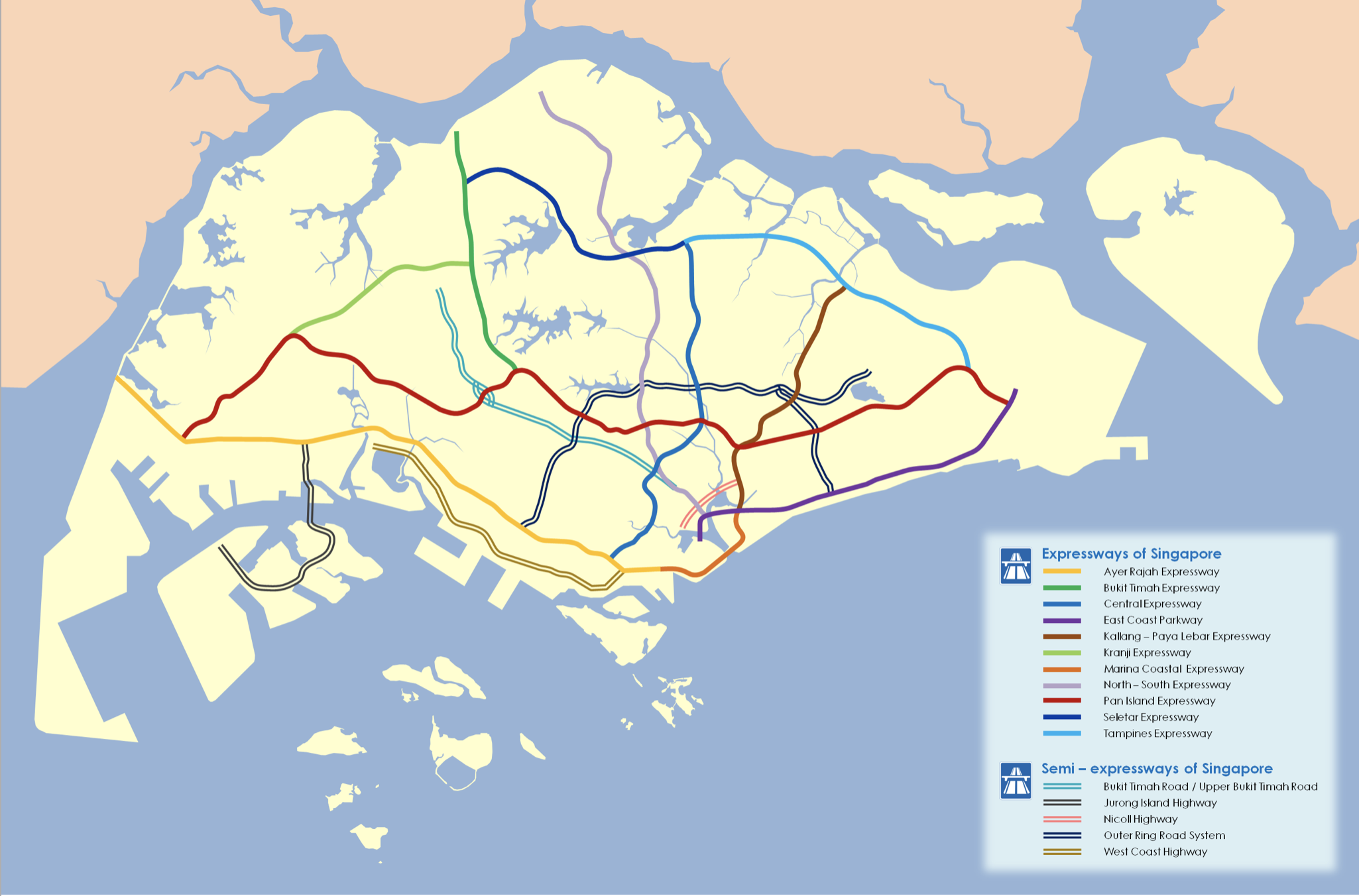

- Дорога Клементі : шосе Західного узбережжя - Джалан Анак Букіт
- Вулиця Анак Букіт: Дорога Клементі - PIE (Анак Букіт)
- Швидкісна дорога Пан-Айленд: Джалан Анак Букіт — BKE
- Швидкісна дорога Букіт Тімах: PIE — КПП Вудлендс
- Джохор-Сінгапурська дорога[1]

## Малайзія

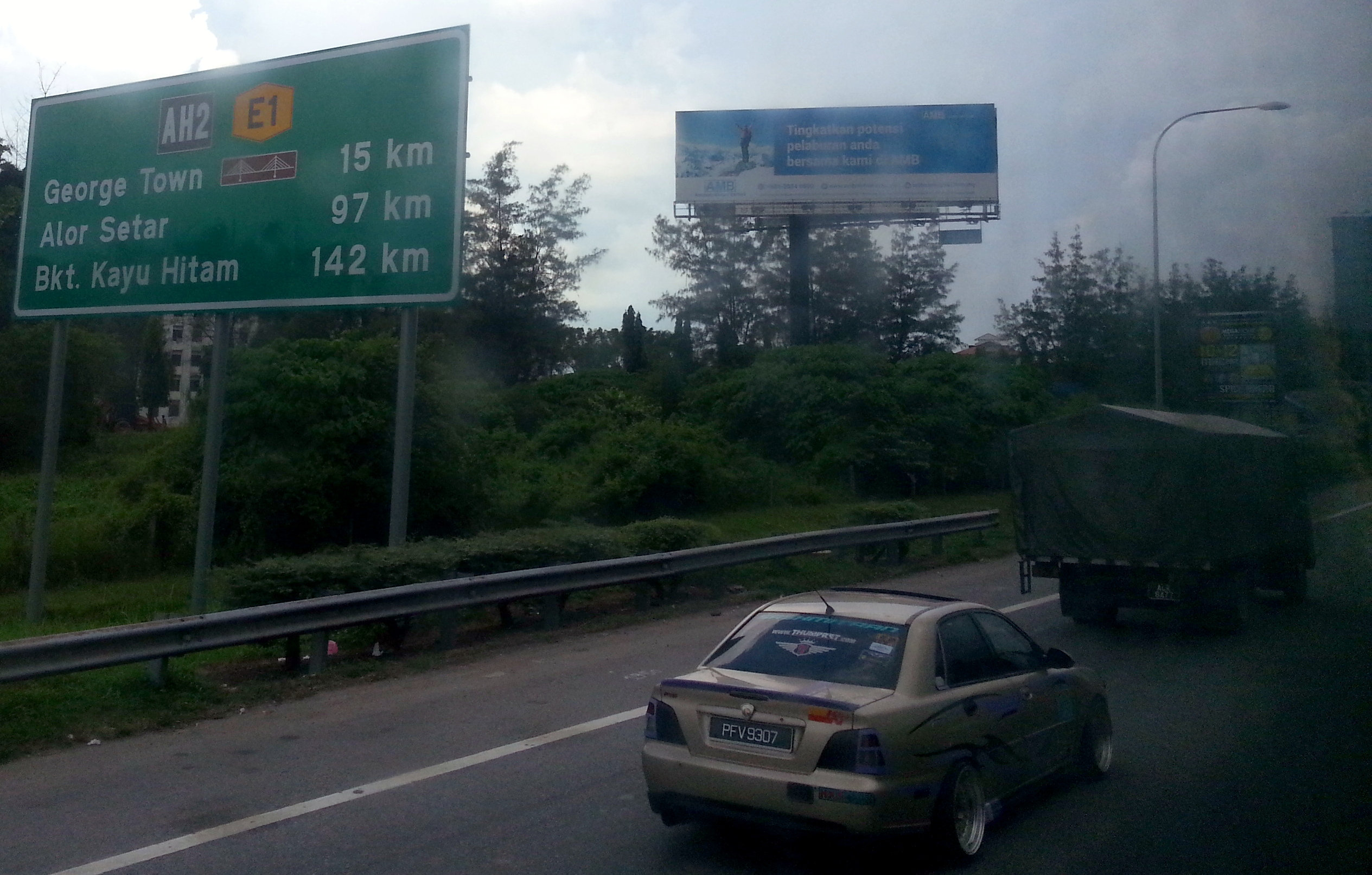
Вивіски AH2 на ділянці Пенанг швидкісної дороги Північ-Південь, що прямує на північ до Таїланду.

- Північний маршрут швидкісної дороги Північ-Південь: Букіт Каю Хітам — Алор-Сетар — Сунгай Петані — Баттерворт (Пінанг) — Тайпінг — Іпох — Тапа — Танджунг Малім — Раванг — Букіт Ланджан
- Північний маршрут швидкісної дороги Північ-Південь: Букіт Ланджан — Кота Дамансара — Дамансара — Субанг — Шах-Алам
- Центральна ланка швидкісної дороги Північ-Південь: Шах-Алам — UEP — Путра Хайтс — Бандар Сауджана Путра — Міжнародний аеропорт Куала-Лумпур (KLIA)  — Нілай (North)
- Південний маршрут швидкісної дороги Північ-Південь: Нілай (північ) — Серембан —  Аєр Керох (Малакка) — Муар — Бату-Пагат — Кулай — Джохор-Бару (Пандан-Тебрау)
- Східна швидкісна магістраль Джохор-Бару: Пандан — Кампунг Бакар Бату — Джохор-Бару (Комплекс Султана Іскандара)

## Таїланд

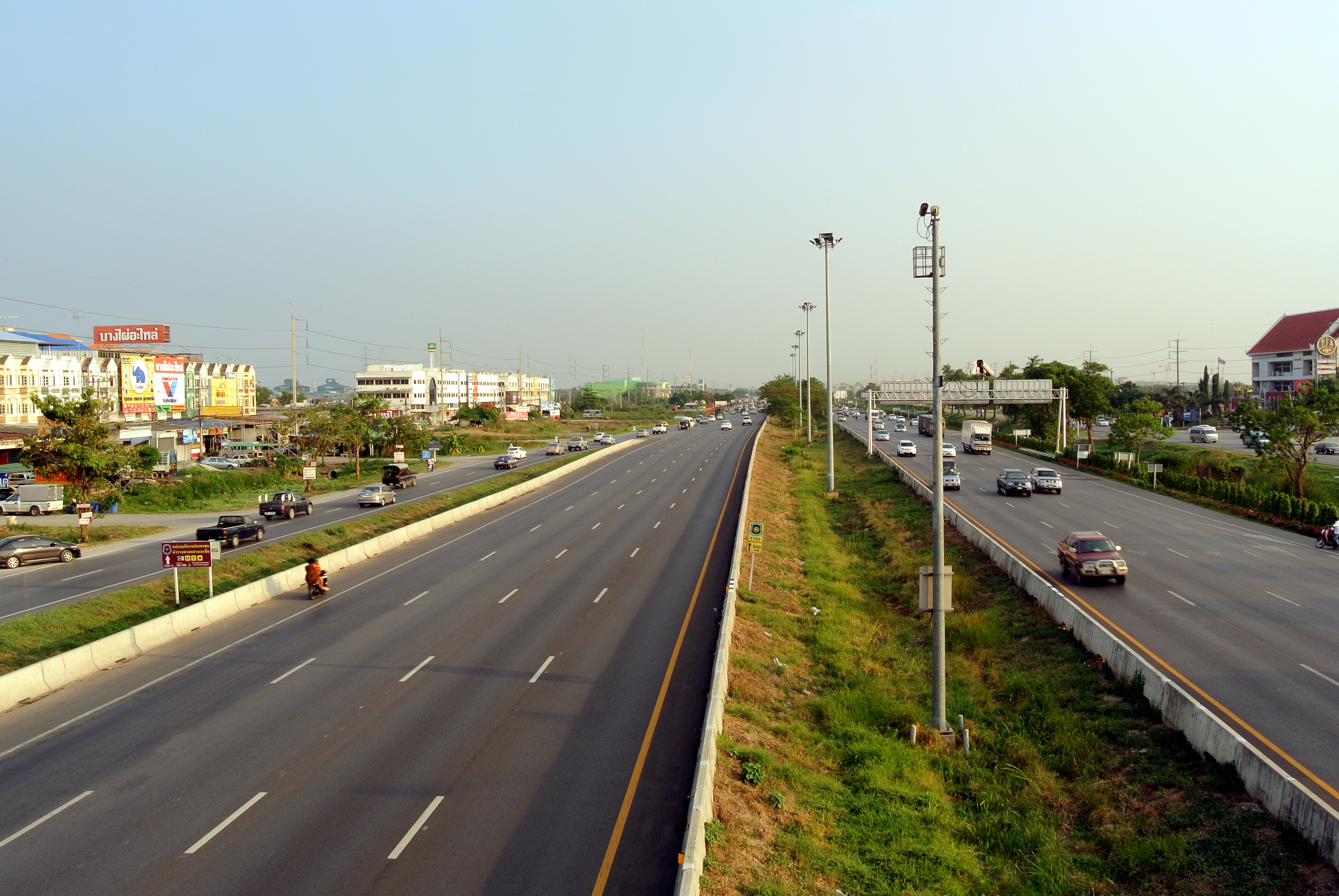
AH1, AH2 і Таїландський маршрут 32 в Аюттхая

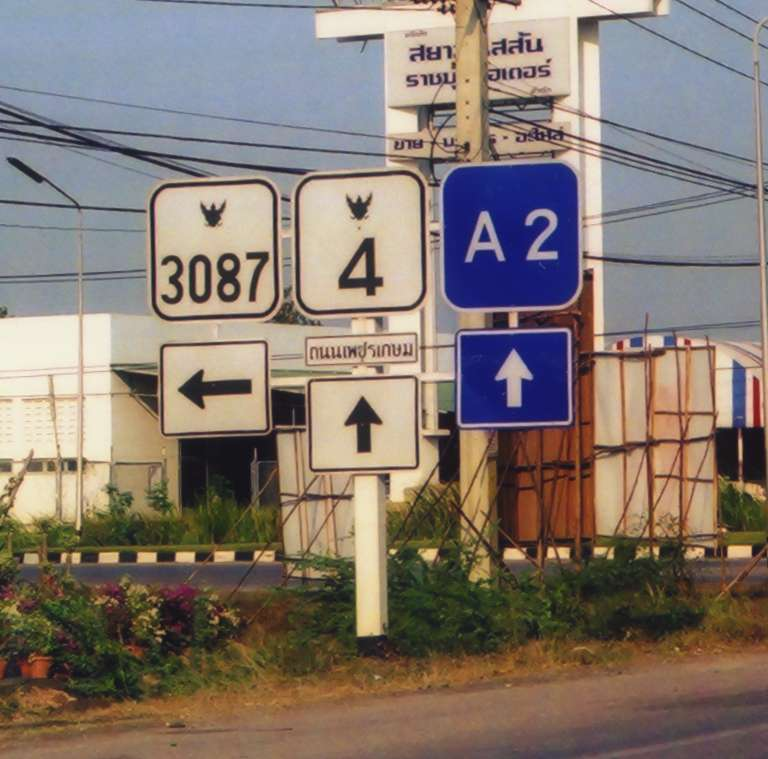
Азійське шосе 2 знак поблизу Ратчабурі, Таїланд

- Маршрут 4: Са Дао — Хат Яй — Пхатталунг, Чумпхон — Пран Бурі, Чаам — Накхон Чай Сі (одночасно з від Бан Понг — Накхон Чай Сі)
- Маршрут 41: Пхатталунг — Чумпхон
- Маршрут 37: Пран Бурі — Чаам (об’їзна дорога Хуахіна)
- Маршрут 338: Накхон Чай Сі — Зовнішня кільцева дорога Бангкока
- Маршрут 9: Зовнішня кільцева дорога Бангкока — Банг Паін
- Маршрут 32: Банг Паін — Аюттхая (Банг Пахан) — Чай Нат (Знову зливається в Банг Пахан)
- Маршрут 347: Банг Паін — Банг Пахан
- Маршрут 1: Чай Нат — Накхон Саван — Так — Чіанграй — Мае Сай

## М'янма
- Національне шосе 4 : Тачілек — Кенгтунг — Мейктіла
- Швидкісна дорога Янгон–Мандалай : Мейктіла — Мандалай
- Національне шосе 7 (одночасно з  ): Мандалай — Таму

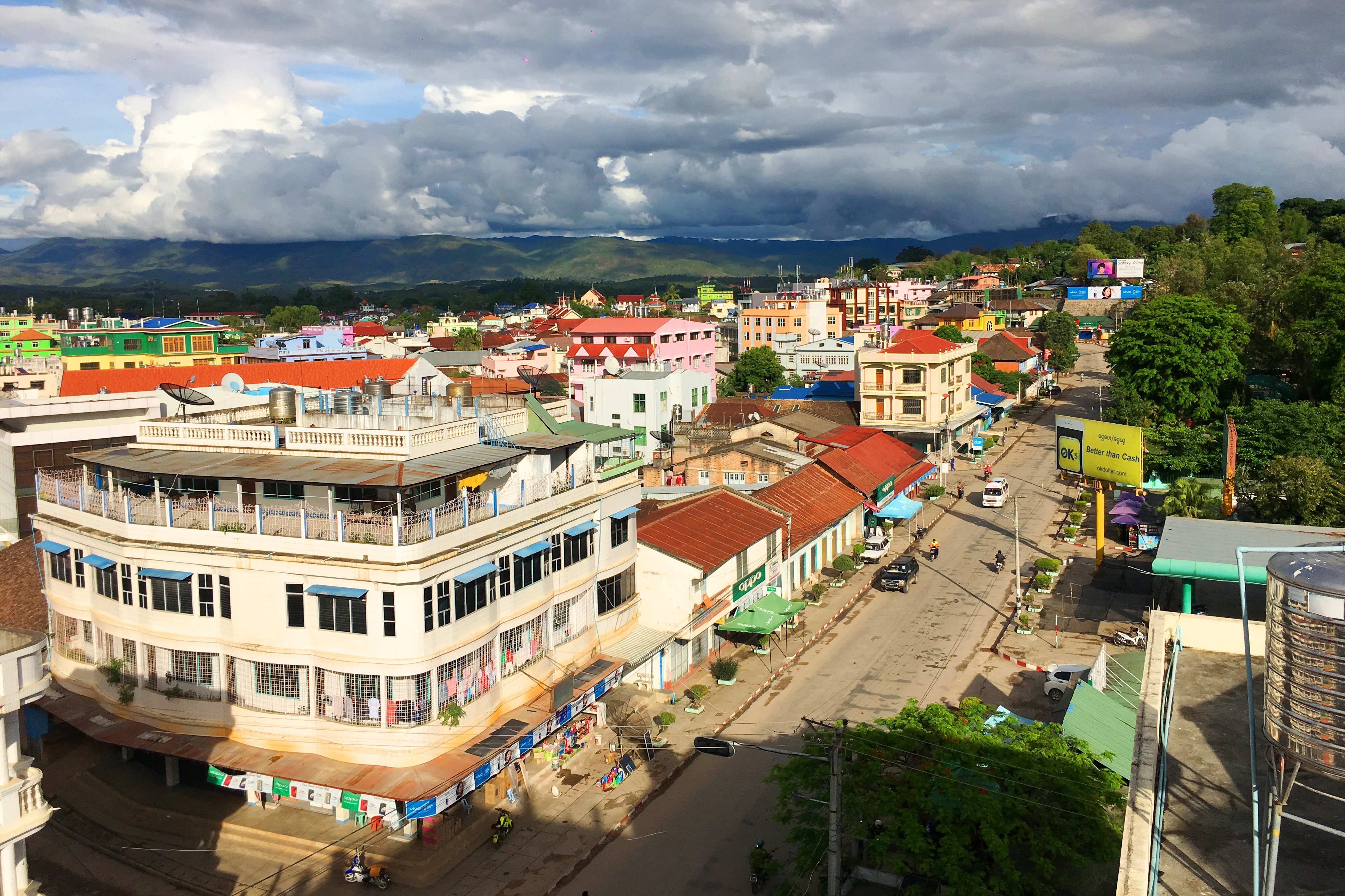
Національне шосе (NH4) проходить через Кен Гтунг

## Індія (північний схід)
- Національне шосе 102: Море - Імпхал
- НШ 2: Імпхал - Вісвема - Кохіма
- НШ 29: Кохіма - Чумукедіма - Дімапур - Добока
- НШ 27: Добока - Нагаон - Джорабат
- НШ 6: Джорабат - Шиллонг
- НШ 206: Шиллонг - Dawki

## Бангладеш

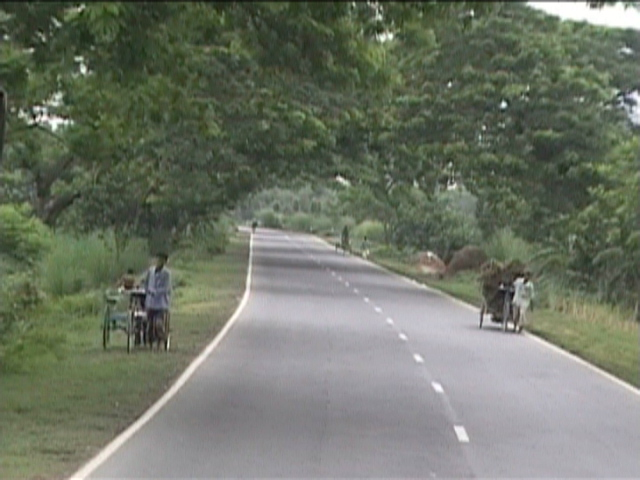
Національне шосе AH2 і N5 у Богрі, Бангладеш

- N2: Тамабіл — Сілет — Канчпур — Дакка
- N3: Дакка — Газіпур[2][3]
- N4: Джойдебпур — Тангайл — Еленга
- N405: Еленга — Хатікумрул
- N5: Хатікумрул — Богра — Рангпур — Банглабандха

## Індія (Схід)
- НШ 27: Фульбарі — Сіліґурі
- НШ 327: Сіліґурі — Панітанки
- НШ 327B: Панітанки — Міст Мечі

## Непал
- Шосе Махендра : Міст Мечі — Какарбхітта — Патлайя — Хетауда — Нараянгарх — Бутвал — Кохалпур — Махендранагар — Річка Махакалі

## Індія (північ)
- Річка Махакалі — Банбаса — Хатіма
- НШ 9: Хатіма — Сітаргандж — Рудрапур — Рампур — Мурадабад — Амроха (Гаджраула) — Хапур — Делі
- НШ 44: Делі — Соніпат — Курукшетра — Амбала — Джаландхар
- НШ 3: Джаландхар — Лудхіана — Пхагвара — Амрітсар — Аттарі

## Пакистан
- Вага — Лахор
- Лахор — Окара — Мултан — Бахавалпур — Рахім Яр Хан — Рорі
- Рорі — Суккар — Якобабад — Сібі — Кветта
- Кветта — Далбандін — Тафтан

## Іран
- : Мірджав — Захедан — Керман — Анар
- : Анар — Кашан — Кум
- : Кум — Салафчеган
- : Салафчеган — Савех
- : Саве — Хамадан
- : Хамадан — Керманшах — Хосраві (Міжнародна дорожня мережа Арабського Машрику)